# Charles de Choiseul-Praslin
Charles Laure Hugues Théobald de Choiseul, hertig de Paslin, född 29 juni 1804, död 24 augusti 1847, var en fransk politiker och medelpunkten för en av julimonarkins mest uppmärksammade skandaler.
Hans hustru, dotter till greve Horace François Bastien Sébastiani de La Porta, påträffades 1847 mördad, och hertigen, starkt misstänkt för dådet, begick några dagar senare självmord.